# Pablo Annys

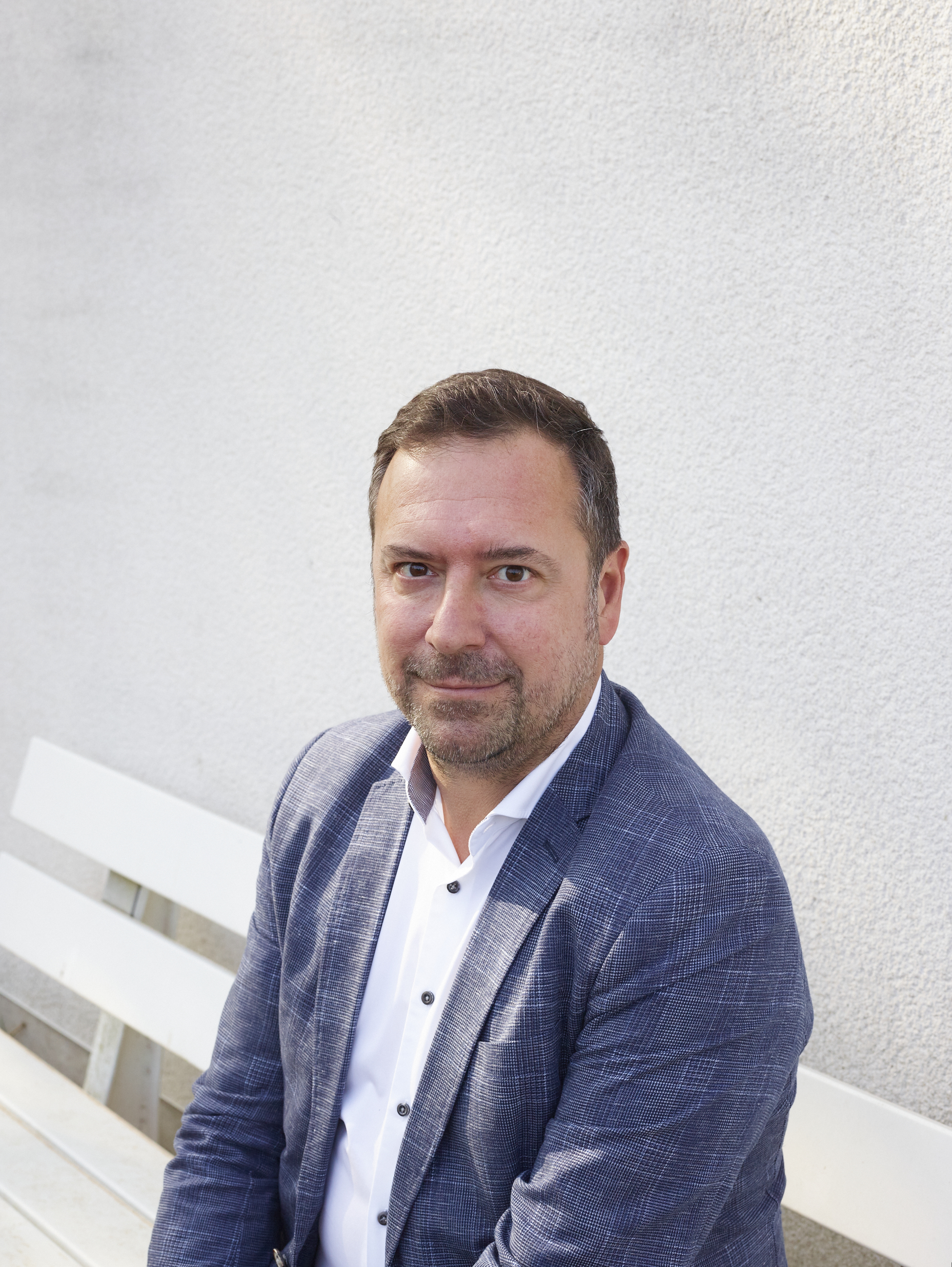
Pablo Annys

Pablo Annys (Brugge, 14 juni 1974) is een Belgisch politicus voor Vooruit. Hij is schepen in Brugge en voormalig Vlaams Parlementslid.

## Levensloop
Pablo Annys liep lagere school bij de broeders xaverianen en middelbare school in het Sint-Leocollege (retorica 1992). Hij vervolgde met universitaire studies aan de Vrije Universiteit Brussel (VUB) en promoveerde er in 1998 tot licentiaat psychologie. Hij werd voorzitter van de Brugse Studentenkring en van de Psychologische en Pedagogische Kring. Aan de VUB werd hij voorzitter van de sociale raad en hierdoor lid van de raad van bestuur van de universiteit. Hij vervolgde zijn studies aan de Universiteit Antwerpen, waar hij in 1999 het diploma van master na master persoonswetenschappen behaalde. Van 2004 tot 2006 volgde Annys eveneens een opleiding tot master in organisatie en management aan de Universiteit Hasselt.
Hij vestigde zich in Sint-Andries-Brugge als consultant personeelsmanagement, een beroep dat hij uitoefende van 1999 tot 2007. Hij was van maart 2005 tot oktober 2007 tevens talent manager bij Alcatel-Lucent in Antwerpen en vervolgens van oktober 2008 tot maart 2011 personeelsdirecteur bij Barco in Kortrijk. In 2011 stond hij aan de wieg van de start-up Careerfit, waar hij tot in 2013 managing partner bleef. Vervolgens ging hij opnieuw aan de slag als consultant personeelsmanagement.
Hij werd tevens actief binnen de Brugse afdeling van de socialistische partij sp.a. In 2006 was hij kandidaat voor de gemeenteraadsverkiezingen, op de veertigste (onverkiesbare) plaats van de socialistische lijst. Hij werkte in de periode 2007-2012 mee aan de versteviging van de Brugse partijafdeling en richtte een 'Brugs Forum' op voor debatten met socialistische prominenten. In 2009 was hij kandidaat voor de Europese verkiezingen, opnieuw op een onverkiesbare plaats.
Voor de gemeenteraadsverkiezingen van 2012 stond Annys op de zevende plaats en werd verkozen. Zijn  partij haalde een heel nipt voordeel in stemmen en Renaat Landuyt werd burgemeester. Binnen de coalitie sp.a-CD&V werd aan Annys een schepenambt toegezegd vanaf 1 juli 2017. Ondertussen werd hij voorzitter van de Brugse Maatschappij voor Huisvesting. In werkelijkheid was het op 1 april 2017 dat hij schepen werd, met als opdrachten Onderwijs, Preventie en Energie.
In oktober 2018 nam Annys vanop de derde plaats deel aan de gemeenteraadsverkiezingen en werd verkozen. Hij werd aanvoerder voor zijn partij na het vertrek uit de politiek van Renaat Landuyt en de wisseling van burgemeester (voortaan de CD&V'er Dirk De fauw). Hij werd verkozen tot schepen voor Sociale Zaken, Werk en Ondernemen en voorzitter van het Bijzonder comité voor de sociale dienst. Daarnaast werd hij voorzitter van de in vzw Mintus samengevoegde activiteiten van bejaardenzorg (godshuizen en bejaardenhuizen), armenzorg (openbare onderstand) en ziekenzorg (AZ Sint-Jan, Sint-Franciscus Xaveriusziekenhuis), evenals van andere ondergeschikte welzijnsorganisaties.
Annys was bij de Vlaamse verkiezingen van 9 juni 2024 lijsttrekker voor Vooruit in de kieskring West-Vlaanderen. Met een score van 16.577 voorkeurstemmen werd hij verkozen voor het Vlaams Parlement. Hij werd vast lid van de commissies Algemeen Beleid, Financiën, Begroting, Justitie en Erfgoed en Landbouw, Visserij en Plattelandsbeleid.
Bij de lokale verkiezingen van 2024 was hij lijsttrekker in Brugge. Annys raakte verkozen en zijn partij ging er lichtjes op vooruit, waarna deze opnieuw werd opgenomen in de coalitie met CD&V. Annys werd opnieuw voorzitter van het Bijzonder comité voor de sociale dienst en schepen voor Sociale Zaken, Welzijn, Wonen, Energie en Klimaat. Hij liet hiervoor begin 2025 zijn mandaat in het Vlaams Parlement vallen.

## Publicatie
- Brugge met (b)allen, Brugge, 2022, een boek waarin hij zijn ambitie kenbaar maakte om het burgemeesterschap van Brugge te bereiken na de gemeenteraadsverkiezingen van oktober 2024 en een programma voorstelde.

## Privé
Pablo Annys is getrouwd en heeft een dochter.

## Voetnoot
1. ↑  Profiel Pablo Annys op LinkedIn.
2. ↑  Pablo Annys (Vooruit) mag voor het eerst naar Vlaams Parlement: “Geweldige basis richting oktober”, Het Laatste Nieuws, 10 juni 2024.
3. ↑  Fiche Pablo Annys op de website van het Vlaams Parlement.
4. ↑  Geen verrassingen in Brugge: CD&V ruim op kop, Dirk De fauw volgt wellicht zichzelf op als burgemeester. VRT NWS (13 oktober 2024). Geraadpleegd op 15 oktober 2024.
5. ↑  “Hier durfde ik zelfs niet van dromen”: nieuw Brugs schepencollege telt enkele opvallende nieuwkomers. Het Nieuwsblad (18 oktober 2024). Geraadpleegd op 18 oktober 2024.
6. ↑  Pablo Annys stopt als Vlaams parlementslid en kiest voluit voor Brugge . Het Nieuwsblad (17 oktober 2024). Geraadpleegd op 18 oktober 2024.